# Скотт Сандквіст
Скотт Сандквіст — американський рок-музикант, барабанщик. Відомий за роботою у Soundgarden. У 1985 році приєднався до Soundgarden, які записали з Сандквістом кілька демо-пісень і три пісні у збірці Deep Six: «All your lies», «Heretic» i «Tears to forget». У 1986 році залишив гурт через сім'ю.